# Televiziune prin cablu
Televiziune prin cablu (în engleză: Community Access Television, Community Antenna Television sau cable television, abreviat CATV) este o soluție tehnică pentru a distribui programe de televiziune analogică la consumatori folosind semnale transmise printr-o rețea fixă de cabluri optice sau cabluri coaxiale, spre deosebire de transmisiile de televiziune care folosesc unde electromagnetice propagate prin aer, caz în care este nevoie de o antenă pentru recepția programului. Prin același cablu se pot oferi și transmisii de internet, radio pe internet la viteză mare precum și telefonie.

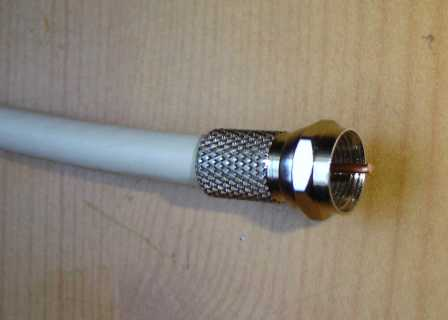
Cablu coaxial pentru recepție TV prin cablu

## Istoric
Televiziunea prin cablu își are originea în S.U.A. la începutul anilor 1950. A fost folosită pentru a deservi căminele studențești, care datorită obstacolelor de relief nu puteau recepționa transmisia emițătoarelor.
Primele cabluri coaxiale puteau difuza 6 programe, numărul crescând la 36 și chiar la peste 50 în rețelele cu fibră optică, la sfârșitul anilor ’70. Televiziunea prin cablu s-a extins rapid, astfel că la începutul anilor 1990, 40% dintre locuințe erau cablate în S.U.A., iar în Europa și în Belgia aproape 90%.

### În România
În România, televiziunea prin cablu a apărut oficial în anul 1990, după revoluția din 1989, însă mici rețele care deserveau mici comunități au existat încă dinainte de 1989. La început se foloseau echipamente artizanale, construite de amatori, dar ulterior s-au achiziționat echipamente industriale second hand, ulterior echipamente noi. Expansiunea a fost deosebit de rapidă în anii 90, datorită multitudinii de canale disponibile, unele subtitrate sau dublate, în prezent având acoperire foarte mare și peste 75% din populația României este abonată la serviciul de televiziune prin cablu. Discovery, CNN, Cartoon Network România, PRO TV, Antena 1, MTV România, Acasă TV, Nickelodeon România au fost principalele puncte de atracție. În prezent, cei mai mari furnizori de televiziune prin cablu sunt RCS & RDS, UPC și într-o mai mică măsura Telekom, dar pe lângă aceștia, mai există și alți furnizori de televiziune prin cablu, care operează local, regional, sau doar la nivelul unui județ sau localități. În prezent, toți furnizorii de televiziune prin cablu oferă și acces la internet (cu viteze între 20 Mbps și 1000 Mbps), iar unii oferă chiar și servicii de telefonie, ceea ce face televiziunea prin cablu foarte populară. În marea majoritate a cazurilor, lumea contractează un pachet de "Internet + Televiziune cablu", care sunt cele mai populare, dar și pachete de tip "Internet + Televiziune Cablu + Telefonie". Expansiunea rețelelor continuă și astăzi. În multe cazuri, internetul s-a implementat peste infrastructura de cablu TV, de aceea mulți furnizori de televiziune prin cablu oferă astăzi acces la internet, implementarea fiind făcută cu relativă ușurință. Mulți furnizori își modernizează în prezent rețeaua și echipamentele pentru a oferi servicii de internet de mare viteză și televiziune digitală cu conținut HD. Televiziunea prin cablu este preponderent oferită în format analogic (serviciu oferit de către toți furnizorii) dar și în format digital, deși unii furnizori au doar cablu analogic în ofertă. Chiar și furnizorii mai mici au început, cu succes, să implementeze televiziunea digitală prin cablu modernizându-și aparatura și rețeaua, pentru a oferi și aceștia internet de mare viteză și canale digitale HD. Televiziunea analogică prin cablu continuă să fie populară, deși se are în vedere ca în viitor acest serviciu să fie închis, deoarece cererea pentru acest serviciu este în scădere (multi din cei abonați cândva la serviciul analogic au început să contracteze serviciul digital alături de un pachet de internet). În plus se dorește eliberarea benzii, pentru serviciile de internet și de televiziune HD. Nu s-a stabilit însă o dată limită pentru închiderea serviciului de televiziune analogică, motiv pentru care acest serviciu va continua să fie disponibil pentru o perioada nelimitata de timp. Nu există o restricție legislativă a acestui serviciu (ca în cazul transmisiei analogice terestre), rămânând la latitudinea fiecărui furnizor dacă va păstra sau nu serviciul analogic de cablu TV. Unii furnizori (cum ar fi UPC) au început reducerea numărului de canale în format analogic, trecerea lor în digital necriptat, dar nu au anunțat nimic legat de încetarea definitivă a serviciului analogic de cablu TV. În unele țări (cum ar fi Elveția) UPC a oferit gratuit un receptor digital celor abonați la serviciul analogic, care nu dețineau televizor cu tuner digital de cablu, după închiderea definitivă a acestui serviciu. 
În format analogic sunt disponibile până la 70 canale (depinde de furnizor și de numărul de canale locale și regionale) iar în digital până la 160 canale (depinde de furnizor și de numărul de canale regionale și locale). Un pachet de televiziune de bază costă în jur de 25 lei/lună, iar pachetul de top (cu HBO, Cinemax și alte opțiuni, costă până în 70 lei/lună). De cele mai multe ori, sunt contractate pachete de tip Internet + CATV, care pot costa chiar și 40 lei/lună în varianta cea mai ieftină (pachete de bază, însă depinde de furnizor), iar un pachet de top poate costa până la 140 lei (Net 1000 MBS + Telefon + TV cablu digital cu pachet HBO, Cinemax și alte extraopțiuni și eventual 2 terminale digitale).

## Principiu de funcționare
Televiziunea analogică prin cablu se bazează pe recepționarea programelor de pe antene satelit (digitale sau analogice) și antene terestre și apoi distribuite prin cablu.

În stația de distribuție există o unitate de recepție a canalelor de pe satelit. Această unitate este formată din mai multe receptoare de satelit, asemănătoare celor casnice, însă acestea sunt de tip profesional, putând recepționa câteva sute, chiar mii de canale. Aceste receptoare au interfețe comune sau cititoare pentru cartelele de decriptare care permit accesul la acele canale (dacă acestea nu sunt de tip liber). După recepționare, acestora le este schimbată frecventa și este transmisa către receptoare (client) prin rețeaua CATV care poate fi de tip coaxial sau mai modern prin fibră optică, în frecvența VHF-UHF CATV în cazul televiziunii analogice, putând astfel fi recepționată cu absolut orice receptor TV analogic. În situația în care semnalul este slab, pe ecran, peste imagine va apărea zgomot, iar când semnalul este foarte slab, poate dispărea culoarea, sau televizorul poate să respingă complet canalul. Pentru televiziunea digitală prin cablu (DVB-C) acestea sunt transmise în multiplexuri (mai multe programe pe un canal) după comprimare cu modulație între 16 și 256 QAM. Rezultă o bandă ocupată mai mică, o calitate mai bună, posibilitatea de a transmite canale HD. Totuși, comprimarea excesivă și înghesuirea pe un canal (multiplex) a prea multor canale poate duce la scăderea calității (macroblocuri, artefacte, drop-out). Recepționarea canalelor digitale cablu, se poate face cu un receptor TV echipat cu tuner digital de cablu (DVB-C). Televizoarele analogice și cele fără tuner DVB-C, vor putea recepționa aceste canale digitale numai cu ajutorul unui receptor (set top box, uneori numit decodor, Digibox (RCS & RDS), mediabox (UPC)). În general, la abonarea la pachet digital, furnizorii vor oferi acest receptor. Canalele criptate vor putea fi recepționate cu ajutorul acestui receptor sau mai modern, cu ajutorul unui receptor TV cu interfață CI sau CI+ și un modul CAM cu cardul de decriptare respectiv. De asemenea televiziunea digitală oferă și alte servicii (EPG, servicii interactive, etc). La televiziunea digitală, în cazul unui semnal slab, vor apărea macroblocuri, drop-out-uri, artefacte, zgomot excesiv, dispariția serviciilor interactive (EPG, etc), erori de codare, desincronizare audio-video, iar dacă semnalul este excesiv de slab, acesta poate dispărea definitiv, receptorul putând rămâne în modul freeze (afișează ultimul cadru). În televiziunea digitală prin cablu, transmisia se poate face atât în CBR cât și în VBR, lucru imposibil în televiziune analogică.  
La început, distribuția semnalului de la punctul de distribuție central la utilizatorii finali, se făcea prin cablu coaxial (soluție încă folosită de către operatorii mici), însă ulterior a fost adoptată fibra optică. Transmisia până la locație se face prin fibră optică apoi distribuția se face prin cablu coaxial până la utilizator. Pe infrastructura de cablu TV, mulți furnizori și operatori au introdus și serviciu de internet, motiv pentru care fibra optică rămâne cea mai bună soluție. În unele situații, serviciul de internet este transmis chiar pe cablul coaxial TV în format digital DOCSIS (cazul lui UPC) sau în format analogic EOC în cazul RCS & RDS (numai abonamentul Popular 20 Mbps). Astăzi, se mai practică soluția FTTH (fibra optică la domiciliu), unde este instalat un mediaconverter sau terminal din care sunt distribuite atât serviciile de internet cât și serviciile de televiziune. Tot pe rețeaua CATV s-a implementat și serviciul de telefonie. Chiar și în România, se are în vedere închiderea serviciului de televiziune analogică prin cablu pentru a oferi viteze mai mari de internet și mai multe canale HD inclusiv 4K. Data exactă de închidere a serviciului nu a fost stabilită, acest serviciu urmând să fie disponibil pentru o perioadă nelimitată, cel mult se vor diminua canalele de pe grila analogică până la un verdict definitiv (canalele vor putea fi recepționate digital necriptat).

## Avantaje
Principalul avantaj al acestui serviciu este prețul de cost scăzut pentru consumator.

## Dezavantaje
Principalul dezavantaj este numărul relativ mic de posturi de televiziune oferite, aceasta datorită costurilor suplimentare pe care operatorul trebuie să le plătească pentru a adăuga posturi noi. De asemenea, un alt dezavantaj este imposibilitatea de a recepționa program HD precum și dependența excesivă de infrastructură. 

## Distribuție pe țări
Televiziunea prin cablu este disponibilă în cea mai mare parte în America de Nord, Europa, Australia și Asia de Est și mai puțin în America de Sud și Orientul Mijlociu. Televiziunea prin cablu este puțin prezentă în Africa, deoarece nu este eficient de a se instala cabluri în zonele slab populate. 
- România: RCS & RDS, UPC și Telekom sunt principalii furnizori. Oferă atât cablu analogic cât și digital. Serviciul de cablu analogic este încă oferit. Cablul acoperă peste 75% din teritoriu.
- Ungaria: Telekom, UPC și RCS & RDS sunt principalii furnizori. Serviciu oferit atât în format analogic cat și digital.
- Cehia și Slovacia: UPC și RCS & RDS sunt principalii furnizori. Serviciu oferit atât în format analogic cat și digital.
- Polonia: UPC și Cyfra sunt furnizori principali. Serviciu oferit atât în format analogic cât și digital.
- Austria și Germania: Telekom și UPC (Liberty Global în Germania), Kabel (Germania). Oferă atât cablu analogic cât și digital.
- Italia: Italia nu are rețea de televiziune prin cablu foarte dezvoltată. Recepția TV se realizează pe platformele terestre sau de satelit.
- Elveția: UPC Cablecom este principalul furnizor. A oprit serviciul analogic în anul 2014.
- Franța: a închis definitiv serviciile de cablu TV analogic la sfârșitul anului 2011.
- Spania: ONO este unul din furnizorii principali. Televiziunea este oferită atât în format analogic cât și digital, însă se are în vedere închiderea serviciului analogic.
- Olanda: UPC și ZIGGO sunt furnizori principali. ZIGGO a fost achiziționat de către Liberty Global, proprietarul UPC. UPC Olanda nu mai există, totul fiind trecut sub ZIGGO. Sunt oferite ambele servicii de cablu, analogic și digital, însă serviciul analogic este treptat diminuat.
- Irlanda: UPC Irlanda încă oferă serviciul de televiziune analogică prin cablu.
- Rusia: Akado este unul din furnizorii principali. Există atât cablu analogic cât și digital.
- Finlanda: a închis serviciul analogic de cablu TV încă din anul 2008.
- Suedia, Norvegia și Danemarca: Este oferit atât cablu analogic cât și digital de către furnizorii locali, însă acest serviciu urmează să fie oprit și în aceste țări.  
- S.U.A.:  În 1990, 65% dintre rețele difuzau între 30 și 53 de programe și 18% peste 54 de programe. Cea mai mare rețea este în Long Island și deservește peste 300.000 de abonați.

## Vezi și
- DOCSIS
- IPTV
- Istoria televiziunii
- Televiziune
- Televiziune digitală
- Televiziune digitală prin cablu
- Televiziune digitală terestră
- Televiziune digitală terestră (DVB-T2)
- Televiziune pe internet
- Televiziune prin satelit
- Televiziune terestră
- Televiziunea analogică terestră în România
- Televiziunea digitală terestră în România
- Televiziunea digitală terestră în Republica Moldova
- Televiziunea în România
- Televiziunea în Republica Moldova